# مورسکه (کریمه)
مورسکه (به لاتین: Morske) یک منطقهٔ مسکونی در روسیه است که در شهرداری سوداک واقع شده‌است. مورسکه ۲٬۳۹۴ نفر جمعیت دارد و ۴۳ متر بالاتر از سطح دریا واقع شده‌است.